# Isolant topologique

Structure de bande schématique d'un isolant topologique. Le niveau de Fermi est situé dans le gap de l'isolant, et est traversé, sur les bords, par le spectre des états de surface.

Un isolant topologique est un matériau ayant une structure de bande de type isolant mais qui possède des états de surface métalliques. Ces matériaux sont donc isolants "en volume" et conducteurs en surface.

## Historique
En 2007, cet état de matière a été réalisé pour la première fois en 2D dans un puits quantique de (Hg,Cd)Te . L'antimoniure de bismuth BiSb est le premier isolant topologique 3D à avoir été réalisé. La spectroscopie photoélectronique résolue en angle a été l'outil principal qui a servi à confirmer l'existence de l'état isolant topologique en 3D.  
À la suite de ces deux découvertes, une troisième génération d'isolants topologiques a vu le jour. La manipulation dangereuse de certains éléments comme le mercure et l'antimoine encouragea plusieurs groupes à rechercher des matériaux plus sûrs et plus faciles à produire comme le Bi2Se3 ou bien le Bi2Te3. Peu après la découverte du BiSb, les états de surface du Bi2Se3 ont été observés. À présent, quelques matériaux candidats ont vu le jour. Certains alliages de Heusler ont été étudiés en théorie. Cependant, la fabrication de ces matériaux freine les chercheurs.
Plus récemment, en 2012, un nouvel ordre topologique - dit topologique cristallin - a été démontré et observé dans les sels de plomb et d'étain (par ex : SnTe). La structure électronique de l'ordre "topologique cristallin" présente des propriétés originales issues des propriétés de symétrie cristalline, tandis que les états électroniques de surface d'un isolant topologique conventionnel possèdent des propriétés qui résultent de la simple symétrie - T - par inversion du temps.

## Caractéristiques
La structure électronique de ces matériaux présente une faible largeur de bande interdite (gap séparant l'état de plus haute énergie de la bande de valence, de l'état de plus faible énergie de la bande de conduction) de l'ordre de quelques dixièmes d'eV. Ce gap est donc plus proche de celui d'un semi-conducteur, que caractéristique d'un bon isolant conventionnel (gap de plusieurs eV). C'est dans ce faible gap que sont localisés les états de surface qui assurent la conduction électronique. Les électrons possédant un spin 1/2 et pour des raisons de symétrie par rapport à l'inversion du temps, il existe pour chaque état de Bloch de vecteur d'onde k, un état de même énergie et de spin et vecteur d'onde (-k) opposés (doublet de Kramers). En bordure de zone de Brillouin (k = 0 et k = π/a) ces états de surface sont donc doublement dégénérés.  
En dehors de ces points de haute symétrie en bordure de zone, la dégénérescence est levée par le couplage spin-orbite (couplage entre le spin et le mouvement de l'électron, k≠0) et les états présentent une dispersion (E(k)) linéaire en forme de cônes de Dirac, responsable des propriétés électroniques remarquables du matériau. Les porteurs de charges dans ces états de surface sont en particulier protégés des phénomènes de rétrodiffusion, qui doivent nécessairement s'accompagner d'un retournement du spin (à chaque sens de mouvement (k et -k) correspond un spin bien défini). Cette protection topologique (i.e. liée à des raisons de symétrie) de leurs états électroniques rend ces matériaux intéressants pour le développement d'applications en spintronique, opto-électronique ou encore pour le traitement de l'informatique quantique.